# Gens Servilia
De gens Servilia was een van de oudste Romeinse patriciërfamilies, die vanaf 495 v.Chr. een groot aantal consuls voortbracht. De familie kwam oorspronkelijk waarschijnlijk uit Alba Longa.
In de vroege republiek bestonden de takken Servilii Ahalae en Servilii Fidenates. Na 412 v.Chr. wordt de gens voor langere tijd niet meer genoemd in de fasti. Sinds halverwege de 3e eeuw v.Chr. duikt de familie weer op in de archieven, dit zijn de Servilii Caepiones, die van de Servilii Ahalae afstamden, en de Servilii Gemini, die uiteindelijk naar de plebejers overgingen, waarschijnlijk om het ambt van volkstribuun te kunnen bekleden. Latere aftakkingen in de gens waren de Servilii Vatiae, die later als Servilii Isaurici verder gingen, en de plebejische Servilii Rulli.

## Bekende leden van de verschillende familietakken

### Servilii Prisci en Servilii Structi
- Publius Servilius Priscus Structus, consul in 495 v.Chr.
- Spurius Servilius Priscus, consul in 476 v.Chr.
- Quintus Servilius Priscus, consul in 468 en 466 v.Chr.
- Publius Servilius Priscus, consul in 463 v.Chr.
- Spurius Servilius Priscus, censor in 378 v.Chr.

### Servilii Ahalae
- Gaius Servilius Structus Ahala, consul in 487 v.Chr.
- Gaius Servilius Ahala, magister equitum in 439 v.Chr.
- Gaius Servilius Ahala, consul in 427 v.Chr.
- Gaius Servilius Ahala, krijgstribuun in 408, 407 en 402 v.Chr.
- Quintus Servilius Ahala, consul in 365, 362 en 342 v.Chr., dictator in 360 v.Chr.

### Servilii Fidenates
- Quintus Servilius Fidenas, krijgstribuun in 402, 398, 395, 390, 388 en 386 v.Chr.
- Quintus Servilius Fidenas, krijgstribuun in 382, 378 en 369 v.Chr.

### Servilii Caepiones
- Gnaeus Servilius Caepio, consul in 253 v.Chr.
- Gnaeus Servilius Caepio, consul in 203 v.Chr.
- Gnaeus Servilius Caepio, consul in 169 v.Chr.
- Gnaeus Servilius Caepio, consul in 141 v.Chr.
- Gnaeus Servilius Caepio, consul in 140 v.Chr.
- Gnaeus Servilius Caepio, consul in 106 v.Chr.
- Gnaeus Servilius Caepio, proconsul in 90 v.Chr.
- Gnaeus Servilius Caepio, quaestor in 83 v.Chr.
- Servilia Caepionis, minnares van Julius Caesar van 64 - 44 v.Chr.

### Servilii Gemini
- Publius Servilius Geminus, consul in 252 en 248 v.Chr.
- Gnaeus Servilius Geminus, consul in 217 v.Chr.
- Gaius Servilius Geminus, praetor in 220 v.Chr.
- Gaius Servilius Geminus, consul in 203 v.Chr.
- Marcus Servilius Pulex Geminus, consul in 202 v.Chr.
- Tiberius Claudius Servilius Geminus, procurator in 96 v.Chr.?

### Servilii Vatiae
- Gaius Servilius Vatia, praetor in 114 v.Chr.
- Publius Servilius Vatia, consul in 79 v.Chr.

### Servilii Rulli
- Publius Servilius Rullus, volkstribuun in 63 v.Chr.
- Publius Servilius Rullus, cavaleriecommandant onder Octavianus in 40 v. Chr.

### Servilii Cascae
- Publius Servilius Casca, volkstribuun in 43 v.Chr., een van de moordenaars van Julius Caesar
- Gaius Servilius Casca, broer van Publius Servilius Casca en een van de moordenaars van Julius Caesar

### Andere Servilii
- Gaius Servilius Tucca, consul in 284 v.Chr.
- Gaius Servilius Glaucia, praetor in 110 v.Chr.
- Publius Servilius Isauricus, consul in 48 en 41 v.Chr.
- Marcus Servilius Nonianus, consul in 35
- Quintus Servilius Pudens, consul in 166